# Werner Becker (Psychoanalytiker)
Werner Fred Klaus Becker (* 1. Februar 1927 in Berlin; † 27. August 1980, ebd.) war ein deutscher Psychoanalytiker und früher Aktivist der Homophilenbewegung.

## Leben und beruflicher Werdegang
Werner Fred Klaus Becker wurde am 1. Februar 1927 als Sohn des Spandauer Stadt-Oberinspektors Emil Becker und dessen Frau Emma geboren. Er besuchte das Spandauer Kant-Gymnasium und das Potsdamer Victoria-Gymnasium, das er im Frühjahr 1945 mit dem Notabitur verließ.
Unmittelbar nach dem Zweiten Weltkrieg ließ sich Werner Becker zunächst zum Dolmetscher in Englisch, Französisch, Russisch und Spanisch ausbilden und wurde für die alliierten Besatzungsbehörden in Berlin tätig. 1946 nahm er ein Studium der Medizin an der Berliner Universität Unter den Linden auf, wo er unter anderem Vorlesungen des Philosophen und Psychologen Eduard Spranger besuchte. 1949 wechselte Becker an die Freie Universität, die kurz zuvor im amerikanischen Sektor Berlins gegründet worden war. Im selben Jahr begann er, an seiner Dissertation zu schreiben, und promovierte schließlich 1952. Beckers Dissertation über die „Ätiologie und Differentialdiagnose der Homosexualität“ lehnte sich in der Form der Datenerhebung stark an den deutschen Sexualwissenschaftler Magnus Hirschfeld und dessen „Psychobiologischen Fragebogen“ an und war in der damaligen akademischen Sphäre Deutschlands ein mutiges Novum, wurde von den beiden Gutachtern aber nur mit „rite“ (befriedigend) – der niedrigsten Note bei einer bundesdeutschen Doktorprüfung – bewertet. Nach Ablauf seines Pflicht-Assistenzdienstes an der Chirurgischen Universitätsklinik in West-Berlin bemühte sich Becker erfolglos um Arbeitsmöglichkeiten in Hamburg. Er absolvierte seine Facharztausbildung an der psychiatrischen Waldhaus-Klinik in Berlin-Nikolassee und wechselte im Herbst 1954 an das Fachkrankenhaus für Psychiatrie und Neurologie „Wahrendorffsche Krankenanstalten“ in Ilten bei Hannover.
Mitte 1956 ging Becker nach Kanada, wo er einen „Post-Graduate Diploma Course in Psychiatry“ an der Universität in Montreal absolvierte. Er unterzog sich einer therapeutischen Analyse bei Henry Kravitz (1919–2000), und bei seiner Rückkehr nach Deutschland bewarb er sich um 1960 um die Zulassung zur Psychoanalytischen Ausbildung am Berliner Psychoanalytischen Institut (BPI). Becker machte eine weitere Lehranalyse bei Käte Dräger (1900–1979), wurde 1962 Mitglied der Deutschen Psychoanalytischen Vereinigung und trat ein Jahr später auch der Deutschen Gesellschaft für Psychotherapie und Tiefenpsychologie bei. 1966 wurde er Leiter des Psychoanalytischen Instituts in Berlin, und in den 1970er Jahren betrieb er eine eigene psychoanalytische Praxis in Westend. Er führte als einer der ersten deutschen Psychoanalytiker das Gedankengut Melanie Kleins in Deutschland ein, mit dem er in Kanada in Berührung gekommen war. Veröffentlichen konnte er aber offenbar eher wenig.
Zu einem bisher nicht näher bekannten Zeitpunkt ging Werner Becker eine Lebenspartnerschaft mit einer Kollegin, Hildegard Enß (1926–2017), ein. Die Beziehung blieb kinderlos. Werner Becker starb am 27. August 1980 im Alter von 53 Jahren in Berlin-Charlottenburg.

## Engagement in der Homophilenbewegung
Um 1950 galt Werner Becker als einer der ambitioniertesten und profiliertesten „Kämpfer“ gegen den § 175 StGB, der männliche Homosexualität unter Strafe stellte, und die rechtliche Ungleichstellung der Homosexuellen in Deutschland. Er stand im Austausch mit dem früheren Mitarbeiter Magnus Hirschfelds, Kurt Hiller (1885–1972), der Becker als „jungen Feuerkopf“ charakterisierte und sehr schätzte, korrespondierte aber auch mit etlichen anderen und vor allem älteren „Aktivisten“, die schon in der Sexualreformbewegung vor 1933 tätig geworden waren, darunter Hendrik Cornelius Rogge (1877–1953) in Ägypten, Eric Thorsell (1898–1980) in Schweden, „Rolf“ (eigentlich Karl Meier, 1897–1974) in der Schweiz und Hermann Weber (1882–1955) in Frankfurt am Main. Unter dem Pseudonym „Akantha“ publizierte Becker um 1950 in der Schweizer Zeitschrift für Homosexuelle Der Kreis sowie ihrem dänischen „Pendant“ Vennen (Der Freund).
In Berlin arbeitete er zunächst mit Willi Pamperin (1902–1966) zusammen, der um 1947 im Ostteil der Stadt in Anlehnung an das alte Wissenschaftlich-humanitäre Komitee (WhK) Magnus Hirschfelds das sogenannte Humanitäre Komitee gegründet hatte. Es entwickelte jedoch keine nennenswerte Bedeutung. Als sich im Sommer 1949 das zweite Berliner WhK – jetzt in West-Berlin – etablierte, gehörte Werner Becker mit zu dem eher kleinen Kreis von Interessenten und Besuchern. Die Mitgliederzahl dürfte im niedrigen zweistelligen Bereich gelegen haben. Becker ging indes früh auf Distanz zu seinen Mitstreitern, insbesondere nach der sexualwissenschaftlichen Tagung, die der Arzt Hans Giese im April 1950 in Frankfurt am Main abhielt und zu der er Becker eingeladen hatte. Becker unterstellte Giese später Phlegma und Eitelkeit, und er bezeichnete ihn als feige. Inhaltliche Differenzen zwischen den beiden ergaben sich daraus, dass Giese sich nur für eine Aufhebung des § 175 StGB einsetzen wollte, wobei der von den Nationalsozialisten eingeführte § 175a StGB, der die sogenannten „qualifizierten“ Fälle wie sexuelle Kontakte mit Minderjährigen behandelte, erhalten bleiben sollte. Anders als Giese trat Becker für eine geschlechtsneutrale Schutzaltersgrenze von 16 Jahren – für Mädchen wie für Jungen – ein.

## Persönliche Lebensumstände um 1950
In der Nachfolgeorganisation des zweiten Berliner WhK, die 1951 unter der Bezeichnung „Gesellschaft für Reform des Sexualstrafrechts e.V.“ (GfRdS) gegründet wurde und bis 1960 bestand, engagierte sich Werner Becker nicht mehr. Die Gründe hierfür sind nicht nur darin zu suchen, dass die GfRdS für Becker in erster Linie ein „Geselligkeitsverein“ ohne weitergehenden politischen Anspruch war.
Um 1950 hatte Becker auch mit erheblichen persönlichen Schwierigkeiten zu kämpfen. Schon seine Dissertation hatte er unter dem Eindruck eines „tragischen Doppel-Suicids“ zweier Homosexueller konzipiert. Als er Anfang 1949 von einem Freund verlassen wurde, nahm Becker die Trennung so schwer, dass seine Eltern und besten Freunde zeitweise befürchteten, er könne sich das Leben nehmen. 1950 erhielt Becker plötzlich eine Vorladung zur Polizei, denn sein ehemaliger Freund, der nun eine Beziehung mit einer Frau eingegangen war, hatte ausgesagt, dass es zwischen ihm und Becker zu „unerlaubten Handlungen“ gekommen sei. Den Hintergrund für die Aussage bildete ein Erpressungsversuch an Becker.
1950 lernte Werner Becker einen weiteren jungen Mann kennen, den Ost-Berliner Georg Blättner (1931–2007), der sich offen als Gegner der SED zu erkennen gab. 1953 trafen sich die beiden wieder. Blättner war in der Zwischenzeit in die Volkspolizei gezwungen worden, wurde aber bald aus ihr „ausgeschlossen“ und hatte in der Zwischenzeit eine Haftstrafe verbüßt. Am 17. Juni 1953 demonstrierte er am Brandenburger Tor gegen die stalinistische Politik der DDR und flüchtete anschließend nach West-Berlin. Wenig später fand er Arbeit bei einem Bauern im Raum Olpe (Sauerland). Da er indes mit Becker unter dessen Berliner Postfachadresse korrespondierte und der Bauer misstrauisch wurde, verdächtigte dieser seinen neuen Hilfsarbeiter als „ostzonalen Spitzel“. Bei einer Visite entwendete die örtliche Polizei einen Brief Beckers und gewann so den Eindruck, beide Männer – Becker und Blättner – seien „Hundertfünfundsiebziger“. Offenbar hatten sie einander erotisches Bildmaterial zugeschickt. Gegen Blättner wurde umgehend Haftbefehl wegen „Verdunkelungsgefahr“ erlassen. Er musste später eine Haftstrafe von sieben Monaten verbüßen.
Auch gegen Werner Becker wurde ein Strafverfahren eingeleitet, über dessen Ausgang indes heute nichts bekannt ist. Vermutlich stand aber Beckers Wegzug aus Deutschland 1956 in unmittelbarem Zusammenhang mit eben diesem Verfahren.

## Eine europäische Strömung
Auffallend ist die zeitliche Koinzidenz der Ereignisse um Werner Becker mit anderen polizeilichen und gerichtlichen Maßnahmen wegen vermeintlich pornografischen Materials im europäischen Ausland. So wurde etwa im Frühjahr 1953 in Paris der homosexuelle Fotograf Karel Egermeier (1903–1991) festgenommen, wobei alle seine Fotos und Negative beschlagnahmt wurden. Mitte 1953 behauptete der Amsterdamer Fotograf Tan Hin Kong (1912–2003), er habe Probleme mit der niederländischen Polizei. Seine gesamte fotografische Sammlung sei konfisziert worden. Anfang 1955 wurden dann die Kopenhagener Büroräume von Axel Lundahl Madsen (1915–2011) und Eigil Eskildsen (1922–1995), zwei Verlegern und Betreibern von Fotofirmen, die mit Aktfotografien junger Männer handelten und später unter dem gemeinsamen Namen Axgil bekannt wurden, durchsucht. Die Durchsuchung und Beschlagnahmung etlicher Zeitschriften, Bilder, Adressverzeichnisse und sämtlicher Korrespondenz bei Lundahl Madsen und Eskildsen war der Auftakt einer Maßnahme, die als „große Pornografie-Affäre“ in die Geschichte Dänemarks einging. Insgesamt sollen 1955 über 1000 Personen in die dänische „große Pornografie-Affäre“ hineingezogen worden sein. Es kam zu mehr als 80 Verurteilungen und zu etlichen Selbstmorden. Nicht zuletzt für die dänische homosexuelle Emanzipationsbewegung bedeutete die Affäre einen schmerzhaften Rückschlag. Im Herbst 1955 wurde schließlich der Hamburger Verleger der Zeitschrift Der Ring Gerhard Prescha (1909–1996) wegen „Verbreitung jugendgefährdenden Schrifttums“ erstmals zu einer Geldstrafe verurteilt. Bis 1959 wurde Prescha insgesamt acht Mal wegen Verbreitung sogenannter unzüchtiger und vermeintlich jugendgefährdender Schriften zu Geld- und Gefängnisstrafen verurteilt.